# A magyar állam tulajdonában álló műemlékek listája Tolna vármegyében
Az alábbi lista a Tolna vármegyében található, magyar állam tulajdonában álló, országos műemléki védettségű ingatlanokat tartalmazza.
 Az alábbi műemléki lista a Magyar Nemzeti Vagyonkezelő Zrt. nyilvántartásának 2013. szeptemberi állapotán alapul, az oldal tartalma csupán tájékoztató jellegű! Az országos műemléki nyilvántartás közhiteles forrása a Lechner Lajos Tudásközpont.
|  | Bővebben: Csonka-torony (Dunaföldvár) |

|  | Bővebben: Apponyi-kastély (Hőgyész) |

|  | Bővebben: Ozorai Pipó vára |

|  | Bővebben: Simontornyai vár |

|  | Bővebben: Megyeháza (Szekszárd) |

|  | Bővebben: Wosinsky Mór Megyei Múzeum |